# Darkest Hour (película)
Darkest Hour —titulada Las horas más oscuras en Hispanoamérica y El instante más oscuro en España— es una película británica de 2017 de género dramático y bélico dirigida por Joe Wright, escrita por Anthony McCarten y protagonizada por Gary Oldman en el papel de Winston Churchill. El filme narra los primeros días de Churchill como primer ministro, en el marco del avance de Adolf Hitler durante la Segunda Guerra Mundial. Actúan también Ben Mendelsohn, Kristin Scott Thomas, Lily James, Stephen Dillane y Ronald Pickup.
Su estreno mundial fue el 1 de septiembre de 2017 en el Festival de Cine de Telluride. También fue proyectada en el Festival Internacional de Cine de Toronto de 2017. Se estrenó el 22 de diciembre en Estados Unidos —precedido por un lanzamiento limitado el 22 de noviembre— y el 12 de enero de 2018 en Reino Unido. La cinta ha recaudado 98 millones de dólares a nivel mundial y recibió buenas críticas.
Gary Oldman ha sido elogiado por su interpretación de Churchill, incluso algunos críticos la han calificado como una de las mejores de su carrera. Por este papel, ganó el  premio Óscar al mejor actor ,  el Globo de Oro y el premio del Sindicato de Actores. Por otra parte, el filme recibió seis nominaciones a los 90.ª premios Óscar —incluyendo al de mejor película— y nueve a los premios BAFTA de 2017, entre ellas a mejor película, mejor película británica, mejor actor para Gary Oldman y mejor actriz de reparto para Kristin Scott Thomas.

## Argumento
La película se desarrolla en plena Segunda Guerra Mundial, entre el 8 de mayo y el 4 de junio de 1940, y está enmarcada por dos acontecimientos efectuados en la Cámara de los Comunes de Inglaterra: el «Norway Debate» —«Debate Noruego»— y el discurso de Churchill «We Shall Fight Them On The Beaches» —«Lucharemos en las playas»—. La historia inicia con la dimisión de Neville Chamberlain (Ronald Pickup) como primer ministro del Reino Unido, y el nombramiento de Winston Churchill (Gary Oldman) como su sucesor. Por su parte, la Alemania nazi, después de conquistar buena parte de Europa, amenaza con invadir Gran Bretaña. Churchill llega al cargo «no sin escepticismo, preocupación y renuencia» y toma una postura contraria a la posibilidad de negociar la paz con Adolf Hitler, por medio de Benito Mussolini.
La acción principal ocurre durante la crisis del Gabinete de Guerra, al mismo tiempo que se organiza la Operación Dinamo, el rescate de los soldados atrapados en Dunkerque. Inicialmente Churchill se enfrenta al escepticismo del rey Jorge VI (Ben Mendelsohn), Lord Halifax (Stephen Dillane) y su propio partido. En buena parte del filme, la historia se presenta a través del punto de vista de su esposa, Clementine (Kristin Scott Thomas), y su secretaria personal, Elizabeth Layton (Lily James). Hacia el final, Churchill mejora su tensa relación con el rey y decide declarar que su país no se rendirá luego de que en un breve encuentro en un vagón del Metro, un grupo de civiles le insiste que Reino Unido debe enfrentarse al fascismo.

## Reparto
- Gary Oldman como Winston Churchill
- Kristin Scott Thomas como Clementine Churchill
- Stephen Dillane como Lord Halifax
- Lily James como Elizabeth Layton
- Ronald Pickup como Neville Chamberlain
- Samuel West como Anthony Eden
- Ben Mendelsohn como el Rey Jorge VI
- Richard Lumsden como Hastings Ismay
- Malcolm Storry como Edmund Ironside

## Producción
El 5 de febrero de 2015 se anunció que Working Title Films había adquirido Darkest Hour, un guion especulativo de Anthony McCarten —guionista de La teoría del todo (2014)— sobre Winston Churchill en los primeros días de la Segunda Guerra Mundial.
El 29 de marzo de 2016, se anunció que Joe Wright estaba en conversaciones para dirigir la cinta. En abril siguiente, se informó que Gary Oldman interpretaría a Churchill. Más tarde, en septiembre, se dio a conocer que Focus Features estrenaría el filme el 24 de noviembre de 2017 en los Estados Unidos. Además, se anunció que Ben Mendelsohn haría el papel del rey Jorge VI y Kristin Scott Thomas el de Clementine Churchill. El 8 de noviembre, Stephen Dillane se unió al elenco.
El rodaje se inició el mismo mes de noviembre de 2016, al mismo tiempo en que se reportó que Dario Marianelli escribiría la música del filme. Para su papel, Oldman pasó más de 200 horas en maquillaje y fumó alrededor de 400 cigarros (con un valor de 20 mil dólares aproximadamente) durante la filmación.
Inicialmente, John Hurt fue seleccionado para el papel del primer ministro Neville Chamberlain. Sin embargo, según Oldman, Hurt no podía asistir a los primeros ensayos puesto que estaba siendo tratado por un cáncer de páncreas. Por esta razón, Ronald Pickup le sustituyó como Chamberlain.

## Recepción

### Recaudación
Para el 12 de marzo de 2018, la película había recaudado 56.1 millones de dólares en Estados Unidos y Canadá, y 86.5 millones en otros países (32.1 millones en Reino Unido), para un total de 142.6 millones a nivel mundial.
En Estados Unidos y Canadá, la cinta tuvo un lanzamiento limitado el 22 de noviembre de 2017. En sus primeros cinco días acumuló 246 mil 761 dólares en cuatro cines (un promedio de 61 mil 690 en cada uno). Finalizó en la vigésima primera posición en las lista de recaudación de ese fin de semana. Más tarde, el largometraje se estrenó el 22 de diciembre, junto con Downsizing, Pitch Perfect 3, Father Figures y el lanzamiento mundial de La forma del agua. Ese fin de semana, acumuló 3.9 millones de dólares en 804 cinemas y 5.5 millones entre el 22 y el 25 de diciembre. El siguiente fin de semana, recaudó otros 5.5 millones y un total de siete millones del 29 de diciembre al 1 de enero.

### Crítica
Darkest Hour ha recibido reseñas positivas de parte de la crítica. En el portal de internet Rotten Tomatoes, la película posee una aprobación de 86%, basada en 229 reseñas, con una calificación de 7.3/10. El consenso señala lo siguiente: «Darkest Hour se mantiene unida gracias a la electrizante actuación de Gary Oldman, que trae a la vida a Winston Churchill, aun cuando flaquea la narrativa de la película». Por su parte, la página Metacritic le ha otorgado a la película una puntuación de 75 de 100 con base en 50 reseñas, indicando «reseñas generalmente favorables». Los críticos alabaron la actuación de Oldman. Incluso, algunos lo consideran el favorito para ganar el premio Óscar al mejor actor.

#### Anglosajona
Peter Travers de Rolling Stone escribió «Pónganse a trabajar grabando el nombre de Oldman en un Óscar [...] aquellos temerosos de que Darkest Hour no es más que un aburrido cuadro de estirados fanfarrones se tranquilizarán al saber que están frente a un drama histórico enérgico y estimulante». David Elrich de IndieWire elogió la dirección de Wright y la banda sonora. «[El filme] se desarrolla con la precisión de un reloj como una obra de Broadway [...] es un testamento deliciosamente nada sutil del poder de las palabras y su infinita capacidad de inspirar», escribió
En contraste, Brian Tallerico de RogerEbert.com calificó de la cinta de «un ejercicio de actuación abrumado con vestuarios, maquillaje y excesiva iluminación» y añadió que «no hay nada nuevo en el acercamiento. A menudo se siente como una obligación, una historia que alguien considera debe contarse otra vez y una forma de darle su Óscar a un gran actor».

#### Hispanoamericana y española

##### España
En España, Alberto Luchini de El Mundo consideró que Oldman sobresale y «no encarna a Churchill, sino que, directamente, se convierte en Churchill». No obstante, apuntó que también «[s]e echa de menos una mayor profundicación  [sic] en el fascinante personaje de la esposa interpretada por Kristin Scott Thomas». Por su parte, Jordi Costa de El País criticó al director porque «no para de emitir señales de Gran Autor que no son más que gestos de formalismo vacuo en plano cenital». Sin embargo, respecto al protagonista, señaló que «intenta buscar una cierta verdad bajo las capas de maquillaje. Y la encuentra». Andrea Bermejo de Cinemanía se unió a los elogios a Oldman al calificar la suya como una de las «mejores caracterizaciones de los últimos años». Asimismo, aunque piensa que el guion «aporta poco a una figura demasiado manoseada por la ficción», destacó a Mendelsohn en su papel del rey Jorge VI y la fotografía y dirección artística que, según ella, hacen en algunos momentos que «el espectador se plantee si lo que está contemplando es un cuadro en vez de un filme».
Para Fotogramas, Daniel Martínez calificó la cinta como «un vibrante thriller de despachos que nunca se deja ahogar gracias a una audaz puesta en escena». En sus palabras, los «hallazgos visuales» son «fundamentales para que la propuesta no quede ahogada por el verborreico guion de McCarten y la inmensa presencia de Oldman». Sobre este último, escribió que el filme resultó en «un milagro que permite convertirse al actor en otra persona sin perder ni un ápice de expresividad». En la misma revista, Roger Salvans consideró que Wright «magnifica más si cabe la figura de Winston Churchill» y «doméstica su querencia por la emoción desbocada sin renunciar a su manierismo». No obstante, todo «empalidece» ante el «descomunal» Oldman. En contraste, Nando Salvá de El Periódico de Catalunya afirmó que el filme «tiene pocas cosas que decir sobre la esencia de un gran líder que no hayamos oído ya» e indicó que al verla parece que su «única razón de ser es proporcionar a Gary Oldman su Oscar  [sic]».

##### Hispanoamérica
En Hispanoamérica, Fernanda Solórzano, de la revista mexicana Letras Libres, señaló que se agradece de esta versión que muestre la vulnerabilidad del primer ministro». No obstante, comparándola con Dunkerque, criticó su desenlace con «tono triunfalista» que «apela al sentimiento simple y cancela la reflexión». Coincide con ella Jesús Chavarría, del diario La Razón, quien destacó la «propuesta visual [...] sofisticada» y la «producción impecable», pero que también reprochó «que hacia al final todo esto queda al servicio de un triunfalismo mustio y algo simplista». No obstante, para él la «corrección general es apabullante, quizás tanto como la interpretación del protagonista». En Cine Premiere, Mabel Salinas la describió como una «biopic seria, de debates internos externalizados mediante el humo de los puros que fuman los personajes». Considera, que el filme está dominado por Oldman y aunque reprueba que cuente con «algunos tintes de alarde patriotero», los piensa casi siempre inevitables en el cine de temas políticos.
En contraste, Ernesto Garrat del chileno El Mercurio indicó que el filme no cuenta con «arengas efectistas, [ni] patriotismos baratos», sino que es «un recorrido por la historia inglesa, pero sobre todo un viaje interior a la cabeza del líder menos probable»: el Churchill de Oldman, «un antihéroe que juega en las galeras del heroísmo». También de Chile, en el El Otro Cine  Francisca García exaltó la «impecable actuación» de Oldman, «la fuerza que lleva la película, y se ajusta perfectamente con la narrativa personal que buscaban representar». No obstante, lamenta que, al centrarse tanto en Churchill, la cinta deja en el olvido otros personajes como la secretaria interpretada por Lily James. Guilherme de Alencar escribió para La Diaria de Uruguay que el largometraje es «una más en la fatigosa suma de películas y series británicas sobre los grandes mandatarios de aquellos momentos cruciales de su historia nacional» y consideró que la personificación de Churchill cae en una «exageración que bordea la caricatura».
Gustavo Valencia de la revista colombiana Semana alabó la dirección de Joe Wright y sobre el filme lo pensó un «[t]hriller político con mucho de suspenso [...] con su respectiva cuota de populismo en la que hace hincapié hacia el final del relato». Igualmente para el colombiano El Espectador, Felipe González destaca el «convincente Winston Churchill» de Oldman que, sin embargo, «vagabundea por la irregular hagiografía». Es «un filme indulgente y superficial que no se aleja de lugares comunes y que parece estar fabricado para el lucimiento de una estrella», añade.

### Premios
| Premio                        | Categoría                                                        | Nominados                                                                | Resultado |
| ----------------------------- | ---------------------------------------------------------------- | ------------------------------------------------------------------------ | --------- |
| Premios Óscar                 | Mejor película                                                   | Tim Bevan, Eric Fellner, Lisa Bruce, Anthony McCarten y Douglas Urbanski | Nominado  |
| Premios Óscar                 | Mejor actor                                                      | Gary Oldman                                                              | Ganador   |
| Premios Óscar                 | Mejor fotografía                                                 | Bruno Dellbonnel                                                         | Nominada  |
| Premios Óscar                 | Mejor diseño de producción                                       | Sarah Greenwood, Katie Spencer                                           | Nominada  |
| Premios Óscar                 | Mejor vestuario                                                  | Jacqueline Durran                                                        | Nominada  |
| Premios Óscar                 | Mejor maquillaje                                                 | Kazuhiro Tsuji, David Malinowski y Lucy Sibbick                          | Ganadores |
| Premios Globo de Oro          | Mejor actor - Drama                                              | Gary Oldman                                                              | Ganador   |
| Premios BAFTA                 |                                                                  |                                                                          |           |
| Mejor película                |                                                                  | Nominada                                                                 |           |
| Mejor película británica      |                                                                  | Nominada                                                                 |           |
| Mejor actor                   | Gary Oldman                                                      | Ganador                                                                  |           |
| Mejor actriz de reparto       | Kristin Scott Thomas                                             | Nominada                                                                 |           |
| Mejor banda sonora            | Dario Marianelli                                                 | Nominado                                                                 |           |
| Mejor diseño vestuario        | Jacqueline Durran                                                | Nominado                                                                 |           |
| Mejor diseño de producción    | Sarah Greenwood y Katie Spencer                                  | Nominado                                                                 |           |
| Mejor fotografía              | Bruno Dellbonnel                                                 | Nominado                                                                 |           |
| Mejor maquillaje y peluquería | Kazujiro Tsuji, Ivana Primorac, David Manlinowski y Lucy Sibbick | Ganadores                                                                |           |